# إزالة النجاسات
لإزالة النجاسة في الإسلام أهمية بالغة، تنبع من أهمية الطهارة في قيام المرء بعدد من عبادات، والتي لا تصح بوجود نجاسة.
وبالمثل، لتنوع النجاسات وتنوع الأمور المتنجسة فلإزالة النجاسة أحكام مختلفة متنوعة، وذلك لتنوع العبادات واختلاف شروطها، مما يستدعي تفصيلًا للسائل.
وللنجاسة تفصيل في مقال نجاسة

## المطهر المستخدم لإزالة النجاسة
المشهور هو أنَّ الماء وحده هو المطهر الذي يمكن باستخدامه إزالة النجاسة، وهذا ما ذهب إليه الأئمة الأربعة.
ودليلهم على ذلك حديث عن أسماء رضي الله عنها أنها قالت: "جاءت امرأة إلى النبي ﷺ، فقالت: أرأيت إحدانا تحيض في الثوب، كيف تصنع؟ قال: ((تحته ثم تقرصه بالماء وتنضحه وتصلي فيه))".
```
وحديث أنس بن مالك 
 أن أعرابيًا بال في المسجد، فقاموا إليه، فقال رسول الله 
ﷺ
: ((لا تزرموه، ثم دعا بدلو من ماء، فصب عليه)).
[
3
]
```

- إزالة النجاسة دون ماء:

ذهب المالكية والشافعية والحنابلة إلى أنَّ النجاسة لا تُزال إلا بالماء الطهور، وخالفهم في ذلك الحنفية بأنَّها تُزال بأي مائع مزيل، وإن كان غير الماء.
وكذلك يمكن إزالة النجاسة بالحجارة في الاستجمار فقط.

## عدد مرات الغسل لإزالة النجاسة
وفي عدد المرات اختلاف يتبع الحالة:
عند الحنفية: إن كانت النجاسة مرئية (كالدم) يكفي أن تُغسل مرة واحدة بحيث يتضح ذهابها. أما إن كانت غير مرئية فيجب غسلها ثلاث مرات. ودليلهم على ذلك حديث عن أبي هريرة  أن النبي ﷺ قال: ((إذا استيقظ أحدكم من نومه فلا يغمس يده في الإناء حتى يغسلها ثلاثًا، فإنه لا يدري أين باتت يده)).
عند المالكية والشافعية: لا يجب عدد محدد لغسل النجاسة، إلا فيما يخص الكلب (والخنزير أيضًا في المذهب الشافعي). ودليلهم على ذلك حديث أنَّ امرأة أتت النبي ﷺ فقالت: أرأيت إحدانا تحيض في الثوب، كيف تصنع؟ قال: ((تحته ثم تقرصه بالماء وتنضحه وتصلي فيه))". فلم يذكر النبي ﷺ عددًا في غسل نجاسة الحيض. ودليل آخر أن جاءت فاطمة بين أبي حبيش إلى النبي ﷺ فقالت: يا رسول الله، إني امرأة استحاض فلا أطهر، أفأدع الصلاة؟! فقال رسول الله ﷺ: ((لا، إنما ذلك عرق، وليس بحيض، فإذا أقبلت حيضتك فدعي الصلاة، وإذا أدبرت فاغسلي عنك الدم ثم صلي)) وقال أبي: ((ثم توضئي لكل صلاة حتى يجيء ذلك الوقت)).
الحنابلة: يجب غسل جميع النجاسات سبعة مرات، إلا نجاسة بول الصبي الذي لم يأكل الطعام، والنجاسة التي على الأرض. ودليلهم على ذلك ما روي عن ابن عمر أنه قال: «أُمرنا بغسل الأنجاس سبعًا». إلا أن هذا الأثر لا يعرف سندًا في كتب الحديث. كما قاسوا على غسل نجاسة الكلب بأنها سبع.

## بقاء رائحة أو لون أو طعم النجاسة بعد التطهير
1- الطعم: في حال بقي أثر طعمٍ للنجاسة فالنجاسة لم تزول، فيجب إزالتها مجددًا.
2- اللون والرائحة: وفي ذلك اختلاف، وهو كالتالي:
```
عند الحنفية والمالكية والحنابلة: لا يضر بقاء أحدهما أو بقاؤهما معًا في حال شقَّ على المرء إزالتها. ودليل ذلك حديث عن 
أبي هريرة
 
 أنَّ خولة بنت يسار أتت النبي 
ﷺ
 في حج أو عمرة فقالت: يا رسول الله، ليس لي إلا ثوبٌ احد، وأنا أحيض فيه. قال: فإذا طهرت فاغسلي موضع الدم، ثم صلي فيه. قالت: يا رسول الله، إن لم يخرج أثره؟ قال: يكفيك الماء، ولا يضرك أثره.
[
15
]
```

عند الشافعية: إن بقي اللون والرائحة معًا، فإن النجاسة لم تزل، ولكن إن بقي أحدهما وشق على المرء إزالته فلا يضر.
بعض الشافعية والحنابلة: يُعفى عن اللون دون الرائحة.

## إضافة مواد إلى الماء لتساعد في التنظيف
يستحب عند الحنابلة إضافة مواد لتساعد في إزالة النجاسة، ولتزيل أيضًا الرائحة واللون.
ودليلهم على ذلك حديث أم قيس بنت محصن الأسدية قالت: سألت رسول الله ﷺ عن الثوب يصيبه دم الحيض. قال: حكيه بضلع، واغسليه بالماء والند وسدر.

## عصر الثياب عند غسل النجاسة
اشترط الحنفية والحنابلة عصر الثياب عند غسل النجاسة لألا تتشرب الثياب تلك النجاسة. بينما ذهب المالكية والشافعية إلى عدم اشتراط هذا.
ودليل من قال بشرط العصر حديث أسماء رضي الله عنها أنها قالت: "جاءت امرأة إلى النبي ﷺ، فقالت: أرأيت إحدانا تحيض في الثوب، كيف تصنع؟ قال: ((تحته ثم تقرصه بالماء وتنضحه وتصلي فيه))".

## الحت والقرص
يستحب حت الثياب وقرصها عند غسلها من النجاسة عند المالكية والشافعية وتُعد واجبة عند الحنابلة في حال لم تذهب النجاسة بدونها. وذلك للحديث السابق ذكره.

## إزالة نجاسة المذي
اختلف الفقهاء فيما يُغسل من الذكر بعد خروج المذي. فذهب الحنفية والشافعية وابن عبد البر إلى أنه يتوجب فقط غسل موضع الحشفة، بينما ذهب أكثر المالكية إلى وجوب غسل الذكر كله، في حين ذهب الحنابلة إلى وجوب غسل الذكر والانثيين أيضًا.

## إزالة نجاسة بول الرضيع
في غسل بول الرضيع اختلاف تبعًا لكونه ذكرًا أو أنثى ص. 545 وما بعدها:
فقد ذهب المالكية والحنفية إلى أنه يجب غسل البول سواءً من رضيع ذكر أو أنثى. ودليلهم على ذلك حديث عن عائشة قالت: كان رسول الله ﷺ يؤتى بالصبيان، فيدعو لهم، وإنه أتي بصبي فبال عليه، فقال رسول الله ﷺ: ((صبو عليه الماء صبًا)).
بينما ذهب الشافعية والحنابلة إلى أن بول الجارية يُغسل، بينما بول الغلام يكفي أن ينضح. ودليلهم على ذلك ما أورده البخاري أنَّ أم قيس بنت محصن أتت بابنٍ لها صغير لم يأكل الطعام إلى رسول الله ﷺ، فأجلسه في حجره، فبال على ثوبه، فدعا بماءٍ فنضحه ولم يغسله. وحديث عن النبي ﷺ: ((يُغسل من بول الجارية، ويُرش من بول الغلام)).
وهنالك أقوال لفقهاء بأن الاثنان ينضحان (الحسن البصري) أو ينضح بول الذكر كبيرًا أو صغيرًا (ابن حزم).

## إزالة النجاسة بغير الغسل بالماء

### المسح
ويُستخدم للأشياء المصقولة، وهي تلك التي لها سطح أملس مصقول، مثل السيف والمرآة والسكين. فذهب الحنفية إلى أنه يكفيها المسح. بينما ذهب الشافعية والحنابلة إلى أنَّ المسح وحده لا يطهرها.
وذهب المالكية إلى أنه يعفى عن الشيء الصقيل من الدم المباح إن خشي أن يفسد، فذهب بعض فقهاء المالكية= إلى أنه لا داعي حتى لمسحه.
ودليل من قال بالمسح ودونه أن الصحابة كانوا يقاتلون الكفار بسيوفهم فيصيبها الدم، ومع ذلك يصلون وهي معهم، ولم يُنقل أن النبي ﷺ أوجب عليهم غسلها.

### استخدام الحجارة
ويجوز استخدام الحجارة للاستجمار ولو بوجود الماء.

### الدلك
ذهب الحنفية إلى أن الدلك يكفي لتطهير النعل والخفاف. مع اشتراط كون النجاسة صلبةً، فإن كانت بولًا مثلًا لم يكفها الدلك، واشترط حينها الغسل. بينما ذهب الشافعية والحنابلة إلى وجوب غسل النعل.

### الجفاف
وذلك يكون للأرض، فإن أصابتها نجاسة يمكن تركها لتجف فتطهر، فيمكن الصلاة عليها، لكن لا تصبح بعدها مُطهرة، أي لا يتيمم بها. وهذا عند الحنفية. أما المالكية والشافعية والحنابلة فذهبوا إلى عدم طهارتها بالجفاف.
ودليل الطهر حديث حمزة بن عبد الله عن أبي قال: "كانت الكلاب تبول وتقبل وتدبر في المسجد في زمان رسول الله ﷺ، فلم يكونوا شرون شيئًا من ذلك".

### الاستحالة
ويقصد بها تحول النجاسة إلى شيءٍ آخر. فإن تغيرت إلى شيءٍ طاهر فقد صفة النجاسة المرافقة لها.
ومن ذلك طهارة الخمر إذا استحال خلًا. وطهارة الدم إذا استحال مسكًا.
ذهب الحنفية والمالكية إلى أن الاستحالة مطهرة للعين النجسة. ودليلهم على ذلك قياسهم على طهارة الخل بعد أن تحول من خمر.
بينما ذهب الشافعية والحنابلة إلى عدم طهر النجاسة إذا استحالت لعين طاهرة. وأن الخمر والمسك حالتان خاصتان لا يؤخذ بهما.

### ماذا يفعل إذا أصاب ثوبه نجاسة؟
1- يجب على المسلم أن يجتنب النجاسة ويحاول التحرز منها قدر جهده.
2- إصابة النجاسة لثوب الإنسان لا توجب عليه الغُسْل.
3- إزالة النجاسة تكون بغسلها حتى يذهب أثر النجاسة.
4- الطهارة من النجاسة شرط لصحة الصلاة وإذا لم يتنزه من ذلك فصلاته باطلة.
5- إذا أصاب ثوب الإنسان قطرات البول فإنه يغسل ما أصاب ثوبه منه حتى يغلب على ظنه زوال النجاسة، وما بقي مما لم يغسله فيكون داخلاً في يسير النجاسة المعفو عنه
6- إذا شك شخص هل أزال النجاسة أم لا، فإنه يبني على اليقين، وهو أنه لم تزل النجاسة. وكذلك العكس فإن تيقن أنه طاهر ثم شك هل أصابت ثيابه نجاسة أم لا فيقال إن الأصل الطهارة لأنها هي المتيقَّنة.
7- إذا لم يعلم شخص نجاسة ثوبه إلا بعد الفراغ من الصلاة فالصلاة صحيحة. 
8- الذي لا يجوز للإنسان إذا كانت على ثيابه نجاسة هو الصلاة فقط. أما باقي الأفعال من قراءة القرآن وغيرها فلا تحرم. 
وينظر لمزيد الفائدة هذه الجواب: 
https://islamqa.info/ar/answers/12720